# Erijské jezero
Erijské jezero (anglicky Lake Erie, francouzsky Lac Érié) je nejjižnější a nejmělčí jezero v systému pěti Velkých jezer v Severní Americe. Jezerem prochází státní hranice mezi Kanadou na severu (provincie Ontario) a USA na jihu (státy Michigan, Ohio, Pennsylvania a New York). Má rozlohu 25 667 km² (kanadská část 12 722 km² a americká část 12 945 m²). Je 388 km dlouhé a maximálně 92 km široké. Průměrně je hluboké 19 m a dosahuje maximální hloubky 64 m. Objem vody je 484 km³. Leží v nadmořské výšce 173 m.

## Pobřeží

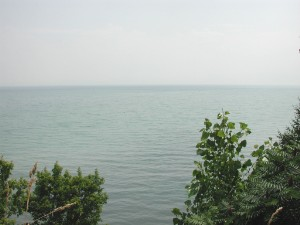
Erijské jezero

Břehy jsou vysoké a mírně členité.

## Ostrovy
V Erijském jezeře leží na americkém území například ostrovy Kelleys Island, Middle Bass Island, North Bass Island, North Harbour Island, Rattlesnake Island, South Bass Island s městečkem Put-in-Bay, na kanadském území je to především Pelee Island.

## Vodní režim
Erijské jezero tvoří spojnici mezi Velkými jezery. Přítok přichází z Huronského jezera přes řeku svaté Kláry (43 km), jezero svaté Kláry a řeku Detroit, která ústí Erijského jezera. Do Ontarijského jezera odtéká řeka Niagara (54 km).

## Lodní doprava
Jezero spojuje lodní doprava s ostatními Velkými jezery. Welland Canal s plavebními komorami (obchází Niagarské vodopády) spojuje Erijské a Ontarijské jezero. Řeka Niagara a Erijský kanál spojují Erijské jezero s řekou Hudson.

## Osídlení pobřeží
Na břehu leží města a přístavy Buffalo, Erie, Toledo, Monroe a Cleveland (USA) a Port Colborne (Kanada). Jezero je silně znečištěno jak průmyslem, tak i domácnostmi a téměř ¼ jezera tvoří mrtvou zónu.